# Metiche tanganyicense
Metiche tanganyicense är en mångfotingart som beskrevs av Kraus 1958. Metiche tanganyicense ingår i släktet Metiche och familjen Pachybolidae. Kemiskt försvar. Inga underarter finns listade i Catalogue of Life.